# Brug 667
Brug 667 is een vaste brug in Amsterdam Nieuw-West.
Ze is gelegen in het Rembrandtpark, dat alleen toegankelijk is voor voetgangers en fietsers. De brug ligt in de doorgaande route, die het park van oost naar west doorsnijdt. Die route loopt vanaf de Postjeskade over Brug 682 over de Postjeswetering oostwaarts richting Nachtwachtlaan, Nachtwachtbrug naar de Marius Bauerstraat. De brug overspant de waterweg die het park van noord naar zuid doorsnijdt.
Vanaf de definitieve opening van het park in 1974 lag er een houten brug over de waterweg die van noord naar zuid door het park loopt. 
Deze brug, net als het park van de tekentafel Dirk Sterenberg en de Dienst der Publieke Werken, bestond uit houten liggers met houten balustrades in de vorm van donkerbruine balken. 
De hoogte was door tuinarchitecte Janneke Willemsen zo gekozen, dat gehurkte schaatsers onder de brug door konden.

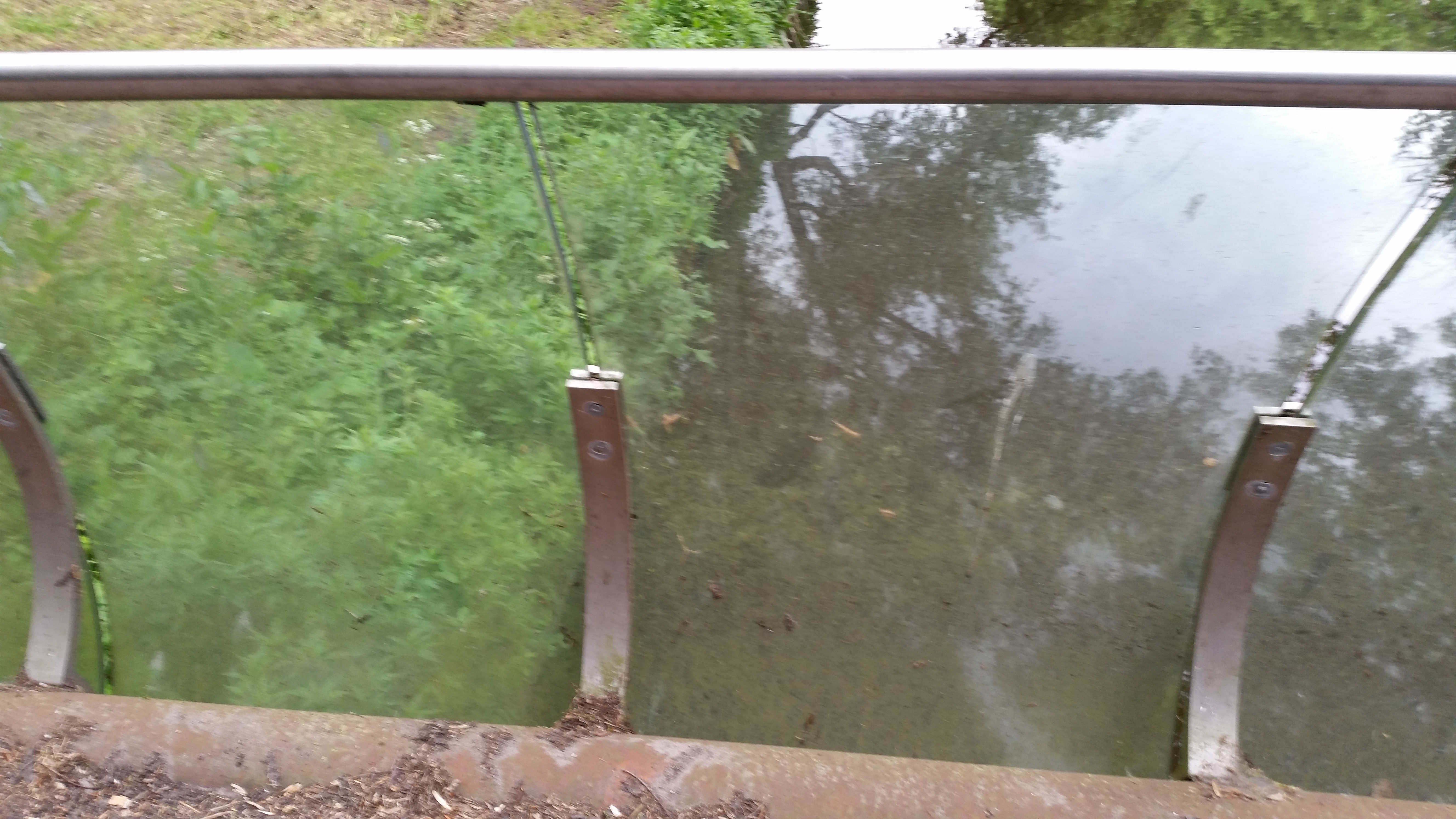
Detail van leuning (mei 2018)

De houten bruggen waren rond 2000 aan vervanging toe; ze waren vermolmd. Royal HaskoningDHV, met ontwerpers Syb van Breda, Joris Smits en René Rijkers, kwam met een soort standaardbrug voor het park. Zij bestaan uit een cortenstalen brugdek waarop de glazen borstwering/balustrades steunen. Het is een in materiaal duurzame brug, want de gebruikte materialen zijn recyclebaar. De relatief lichte constructie kon gezet worden op de oude fundering, zodat tijd en materiaal uitgespaard konden worden. Die bruggen liggen wel lager over het water. De doorzichtige balustraden werden al snel doelwit van graffiti en vandalisme. De brug is voor wat betreft uiterlijk een zuster van Brug 660.
<<< · 600 · 601 · 602 · 603 · 604 · 605 · 606 · 607 · 608 · 609 · 610 · 611 · 612 · 613 · 614 · 615 · 616 · 617 · 618 · 619 · 620 · 621 · 622 · 623 · 624 · 626 · 627 · 628 · 629 · 630 · 631 · 632 · 633 · 634 · 635 · 636 · 637 · 638 · 639 · 643 · 651 · 652 · 653 · 655 · 656 · 657 · 658 · 659 · 660 · 661 · 662 · 663 · 664 · 665 · 666 · 667 · 668 · 669 · 670 · 671 · 673 · 674 · 675 · 676 · 677 · 678 · 679 · 681 · 682 · 683 · 684 · 685 · 687 · 688 · 689 · 690 · 691 · 692 · 695 · 696 · 699 · >>>
Verdwenen brugnummers: 625 (afgebroken brug Sam van Houtenstraat), 640, 644, 645, 646, 647, 648, 650, 672 (duiker Cornelis Lelylaan, Rembrandtpark), 694, 698.
Nooit gebouwd: 649, 680 (nooit gebouwde brug Sloterplas).
Brugnummers 641, 642, 654, 686, 693, 694 en 697 zijn onbekend.